# Леа Седу
Леа̀ Елèн Седỳ-Форниè дьо Клозòн (на френски: Léa Hélène Seydoux-Fornier de Clausonne, р.1 юли 1985 г.) е френска филмова актриса и модел.

## Биография
Леа е родена в Париж в семейството на бизнесмена Анри Седу и филантропа Валери Шлумбергер. Родителите ѝ са от немско-елзаски протестантски произход. Дядо ѝ, Жером Седу, е известен френски актьор и съпредседател на френската филмова компания Pathé.
Получава много строго протестантско възпитание, но въпреки това не е религиозна. През юношеските си години шест пъти е пращана на летен лагер в Щатите по волята на баща ѝ, който искал тя да научи отлично английски. Не е следвала във висше училище и няма академично образование, няма специализирано обучение и по актьорско майсторство, а попълва познанията си чрез практиката.
Благодарение на широките семейни контакти тя отрано се запознава с творческите и артистичните среди на Париж. Майка ѝ, бивша актриса, се ангажира с насърчаване дейността на творци от африкански произход. Леа дори е била модел за тяхната бижутерийна линия Jokko.

## Творческа кариера
Леа навлиза в актьорската професия и стъпва на модните подиуми непосредствено след завършване на средното си образование.
Привлича за пръв път вниманието на публиката в клипа на френския певец Рафаел. През 2006 г. получава по-сериозна роля в комедията на Силви Ейм „Mes copines“. По това време се изявява и като модел за американска модна фирма и едновременно с това се снима в „Последната любовница“ и „Френска улица 13“. През 2009 г. получава роля във филма на Куентин Тарантино „Гадни копилета“. През същата година е номинирана за Сезар за ролята на Жуни в „La Belle Personne“, осъвременена адаптация на историческия роман на мадам дьо Лафайет „Принцеса дьо Клев“. През 2010 г. играе Изабел дьо Ангулем, френската любовница на английския крал Джон в „Робин Худ“ на режисьора Ридли Скот. През 2011 г. получава малката роля на антикварката в романтичния филм с елементи на фентъзи „Полунощ в Париж“ на Уди Алън. През 2012 г. получава вече главната роля на придворния четец на кралицата във френската историческа картина, посветена на първите дни от революцията „Сбогом, моя кралице“ на режисьора Беноа Жако. През 2014 г. се снима в главната роля във филма на Кристофър Гън „Красавицата и звяра“. Ролята на Ема в „Синьо е най-топлият цвят“ (2013 г.) на режисьора Абделлатиф Кешиш ѝ носи най-много номинации и награди.

## Филмография
- 2006
  - „Mes copines“ – Орор

- 2007
  - „La Consolation“ – късометражен филм
  - „Последната любовница“ – Оливия
  - „Френска улица 13“ – Джени

- 2008
  - „На война“ – Мари
  - „Les Vacances de Clémence“ – Джаки
  - „Des poupées et des anges“ – Гизел
  - „La Belle Personne“ – Жуни

- 2009
  - „Лурд“ – Мария
  - „Илюзиите“ – момичето от метрото
  - „Гадни копилета“ – Шарлот ла Падит
  - „Plein sud“ – Леа

- 2010
  - „Робин Худ“ – Изабел Ангулемска
  - „Petit tailleur“ – Мари-Жули
  - „Sans laisser de traces“ – Фльор
  - „Belle Épine“ – Продънс Фридман
  - „Roses à crédit“ – Маржолин
  - „Мистериите на Лисабон“ – Бланш дьо Монфор

- 2011
  - „Полунощ в Париж“ – Габриел
  - „Мисията невъзможна: Режим Фантом“ – Сабин Моро
  - „Времето не стои на едно място“ – Ел
  - „Le roman de ma femme“ – Ев

- 2012
  - „Сбогом, моя кралице“ – Сидони Лабор
  - „Сестра“ – Луиз

- 2013
  - „Синият е най-топлият цвят“ – Ема
  - „Grand Central“ – Карол
  - „Prada: Candy“ – Канди

- 2014
  - „Красавицата и звярът“ – Бел
  - „Гранд Хотел Будапеща“ – Клотилд
  - „Истинският Сен Лоран“ – Лулу дьо ла Фале

- 2015
  - „Омарът“
  - „Journal d'une femme de chambre“ – Селестин
  - „Спектър“ – Маделин Суон

- 2021
  - „Смъртта може да почака“ – Маделин Стоун
  - „Френският бюлетин на Либърти, Канзас Ивнинг Сън“ – Симон

- 2024
  - „Дюн: Част втора“ – Лейди Марго

## Награди
До 2014 г. Леа Седу има около 20 номинации за престижни международни филмови награди, между които на BAFTA, Cesar, Prix Romy Schneider, Prix Lumières и др.
През 2009 г. за „La Belle Personne“ получава наградата Trophée Chopard за начинаеща актриса, представена на филмовия фестивал в Кан.
През 2013 г. за „Синьо е най-топлият цвят“ печели Златна палма на фестивала в Кан, съвместно с режисьора Абделлатиф Кешиш и Адел Ексаркопулос, а също и наградата Rober. През 2014 г. и Prix Lumières за най-добра актриса за изпълнението си в „Grand Central“.